# Ángel Madrazo
Ángel Madrazo Ruiz (Santander, Cantabria, 30 de julio de 1988) es un exciclista español.

## Biografía
Hasta juveniles fue un ciclista anónimo, pero en juniors se destapó consiguiendo nueve victorias en 2005 y quince en 2006, siendo el ciclista español más laureado de su categoría en esta última temporada. Su paso a sub-23 fue impresionante, ganando el primer año una etapa y la general de la Vuelta al Goierri y en el segundo la Copa del Porvenir o una etapa del Circuito Montañés. Además, acabó tercero del ranking absoluto de la Real Federación Española de Ciclismo.
Debutó como profesional en verano de 2008 con el equipo Scott-American Beef, como corredor a prueba. Para la temporada 2009 no siguió en el equipo de su gran mentor, Joxean Fernández "Matxín", y fichó por la formación Caisse d'Epargne.
En 2011 protagonizó un finalmente infructuoso ataque en la sexta etapa de la Tirreno-Adriático, además de ser quinto en el GP Miguel Induráin. Durante la Vuelta al País Vasco sufrió unos mareos y desorientación durante la primera etapa que le hicieron abandonar para ser atendido en el hospital de Zumárraga, donde se descartó que sufriera alguna lesión de gravedad.
Actualmente reside -con su familia, mujer e hijos- en un pequeño pueblo de Cantabria (Castañeda), donde le permite estar más en contacto con las montañas.
En la Vuelta a Burgos 2019, aunque no tuvo la fortuna para ganar una etapa, estuvo muy activo, participando en varias escapadas, algunas de las cuales fueron neutralizadas a escasos km de meta.[cita requerida]
Ángel tomó nuevos bríos al ingresar en 2019 al Burgos BH, en donde consiguió su primera etapa en una grande, al ganar la quinta etapa de la Vuelta a España 2019.
En 2023 sufre una importante caída durante un entrenamiento, causándole una rotura del codo derecho, diciendo adiós a la temporada. A finales de ese mismo año, tanto corredor como equipo anunciaron que no seguiría en el Burgos BH.

## Palmarés
2008 (como amateur)
- 1 etapa del Circuito Montañés

2015
- Clásica de Ordizia

2016
- 1 etapa de la Estrella de Bessèges

2019
- 1 etapa de la Vuelta a España

## Resultados en Grandes Vueltas
| Carrera | Carrera         | 2009 | 2010 | 2011 | 2012 | 2013 | 2014 | 2015 | 2016 | 2017 | 2018 | 2019  | 2020 | 2021 | 2022 | 2023 |
| ------- | --------------- | ---- | ---- | ---- | ---- | ---- | ---- | ---- | ---- | ---- | ---- | ----- | ---- | ---- | ---- | ---- |
|         | Giro de Italia  | —    | —    | —    | —    | —    | —    | —    | —    | —    | —    | —     | —    | —    | —    | —    |
|         | Tour de Francia | —    | —    | —    | —    | —    | —    | —    | —    | —    | —    | —     | —    | —    | —    | —    |
|         | Vuelta a España | —    | —    | Ab.  | —    | —    | —    | 44.º | Ab.  | —    | —    | 119.º | 43.º | 63.º | —    | —    |

—: no participa

Ab.: abandono

## Equipos
- Scott-American Beef (stagiaire) (2008)
- Caisse d'Epargne/Movistar (2009-2013)
  - Caisse d'Epargne (2009-2010)
  - Movistar Team (2011-2013)
- Caja Rural-Seguros RGA (2014-2016)
- Delko Marseille Provence KTM (2017-2018)
- Burgos-BH[8] (2019-2023)